# Jozias Fraanje
Jozias Fraanje (Biezelinge, 20 oktober 1878 – Barneveld, 3 september 1949) was een Nederlands predikant. Hij behoorde tot de Gereformeerde Gemeenten en gold in het tweede kwart van de 20e eeuw als de tweede man achter Gerrit Hendrik Kersten, de onbetwiste leider van dat kerkgenootschap. Fraanje was een zeer bevindelijk prediker en meer wereldmijdend dan Kersten. Hij zette zijn stempel vooral op de Gereformeerde Gemeenten en latere Gereformeerde Gemeenten in Nederland aan de westrand van de Veluwe en in de Gelderse Vallei.

## Levensloop
Fraanje groeide op in de kringen van "Bakkerianen" een van de afsplitsingen in de kringen van de Ledeboerianen. Hij ging niet naar school, omdat zijn ouders hem niet lieten vaccineren, wat toen voorwaarde was voor het mogen volgen van lager onderwijs. Fraanje moest daardoor later zijn brieven door anderen laten opschrijven. Hij bleef zijn hele leven tegenstander van vaccinatie. Hoewel hij burgerlijk netjes leefde, maakte hij in 1904 een bekeringservaring mee die hem overtuigde van zijn schuld tegenover God. Ondanks zijn gebrek aan scholing kreeg hij vanwege zijn goede geheugen en beeldend taalgebruik toch een leidinggevende rol binnen de in 1907 ontstane Gereformeerde Gemeenten.
In 1908 werd Fraanje oefenaar in Goes en in 1912 in Terneuzen. Het oefenaarschap hield in dat hij kerkdiensten mocht leiden en eigen preken mocht houden, hoewel hij geen predikant was. In Terneuzen werd hij in hetzelfde jaar nog bevestigd als predikant. Vanwege zijn "singuliere gaven" (bijzondere gaven) hoefde hij hiervoor geen opleiding tot predikant te volgen. Fraanje was aanvankelijk ook tegen de theologische opleiding die Kersten oprichtte, aangezien de gelovige "van God geleerd" moest worden en niet een academische "godgeleerde" hoorde te zijn. Pas in 1930 gaf hij zijn verzet tegen de Theologische School op. In 1913 ging Fraanje naar Rotterdam en in 1916 keerde hij terug naar Goes. Ook hier bleef hij niet lang, in 1918 ging hij naar Barneveld waar hij tot aan zijn overlijden in 1949 zou blijven. In zijn prediking stelde hij de weg van de gelovige naar het heil centraal. Met name de kennis van de eigen zondigheid voorafgaand aan de bekering kreeg een zwaar accent. Qua geloofsbeleving stond Fraanje dicht bij de Oud-Gereformeerde Gemeenten, waarin hij ook geregeld voorging, hoewel dit kerkrechtelijk niet toegestaan was.
Hoewel hij weinig geschoold was, wist Fraanje toch grote invloed in de Gereformeerde Gemeenten te verwerven. Zijn bewogen persoonlijkheid en zijn eenvoudige, beeldende taalgebruik spraken vele kerkgangers aan. Fraanje was een tegenstander van de modernisering, zoals bleek uit zijn verzet tegen theologische scholing en zijn afwijzing van de vaccinatie. Hij was ook tegen deelname aan de politiek en ontraadde in 1922 zijn Barneveldse gemeenteleden om te gaan stemmen, hoewel in 1918 Kersten de SGP had opgericht. Vier jaar na het overlijden van Fraanje splitste zijn gemeente zich in een Gereformeerde Gemeente en een Gereformeerde Gemeenten in Nederland.
- Biografisch Portaal: 74571568
- International Standard Name Identifier: 0000 0003 6895 0187
- Nederlandse Thesaurus van Auteursnamen: 069804311
- Virtual International Authority File: 287601460
- WorldCat: E39PBJw8Rt8q3vpYvKwWTmwQv3